# Somsdorf
Somsdorf ist ein Stadtteil der sächsischen Großen Kreisstadt Freital im Landkreis Sächsische Schweiz-Osterzgebirge.

## Geographie

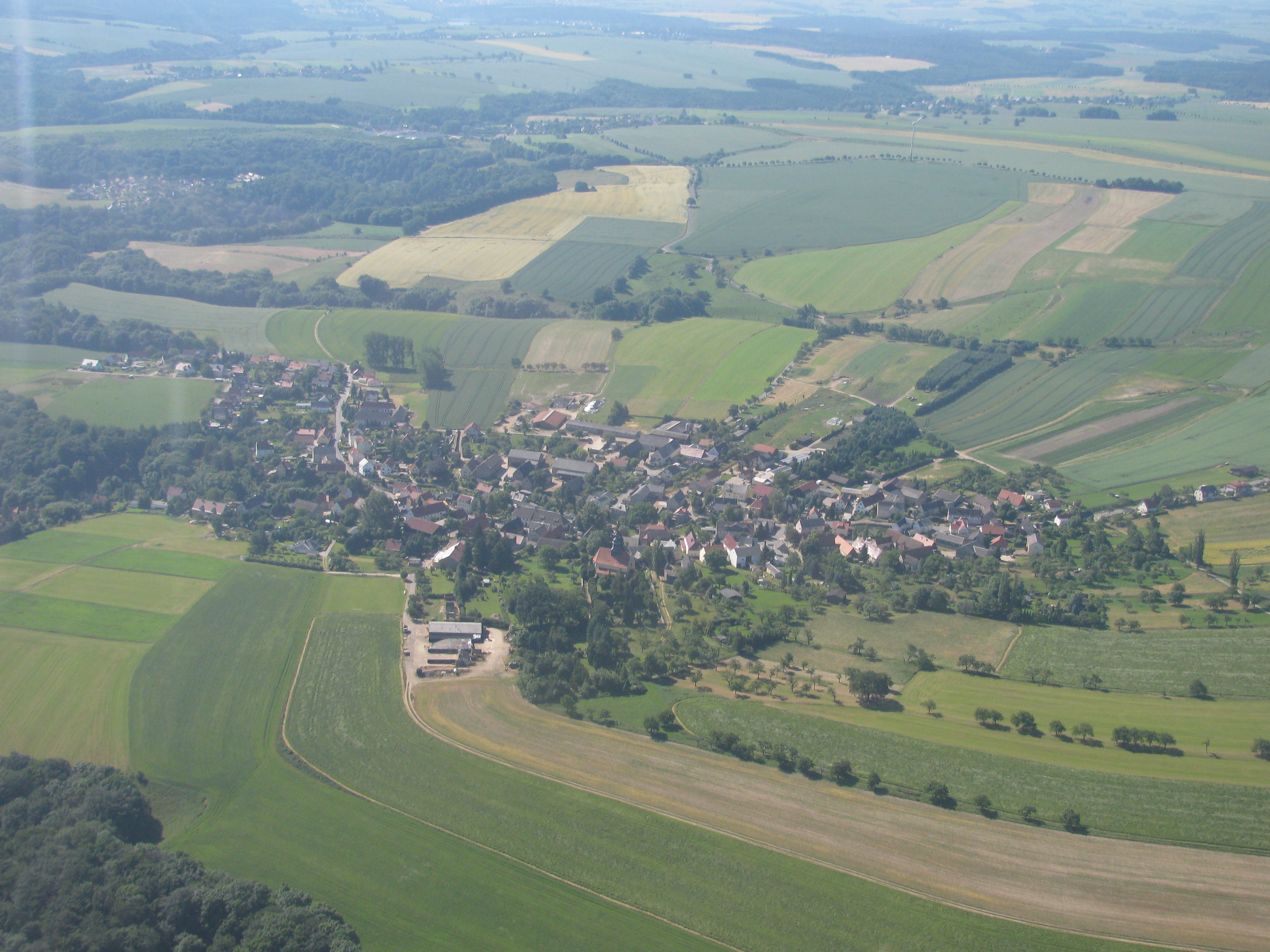
Luftbild Somsdorfs

Somsdorf befindet sich im äußersten Südwesten des Freitaler Stadtgebietes auf einer Hochfläche zwischen den Tälern von Roter Weißeritz und Wilder Weißeritz. Somsdorf liegt überwiegend auf einer landwirtschaftlich genutzten Hochfläche, die von den bewaldeten Weißeritztalhängen umgeben ist. Östlich des Dorfes befindet sich das Kerbtal “Rabenauer Grund”, südlich die Somsdorfer Höhe (371 m).
Nachbarorte sind im Nordwesten die Stadt Tharandt, im Nordosten der Freitaler Stadtteil Hainsberg, im Südwesten Edle Krone (Ortsteil der Gemeinde Klingenberg) und im Süden Lübau (Rabenau) und Borlas (Klingenberg). Im Südosten schließt sich die Stadt Rabenau an.
Die Gemarkung Somsdorf ist die flächenmäßig Größte in Freital, jedoch ist nur ein kleiner Teil besiedelt. Bis 1907 gehörte Coßmannsdorf zu Somsdorf, danach wurde der Ort (vorübergehend) eine selbständige Gemeinde.

## Geschichte

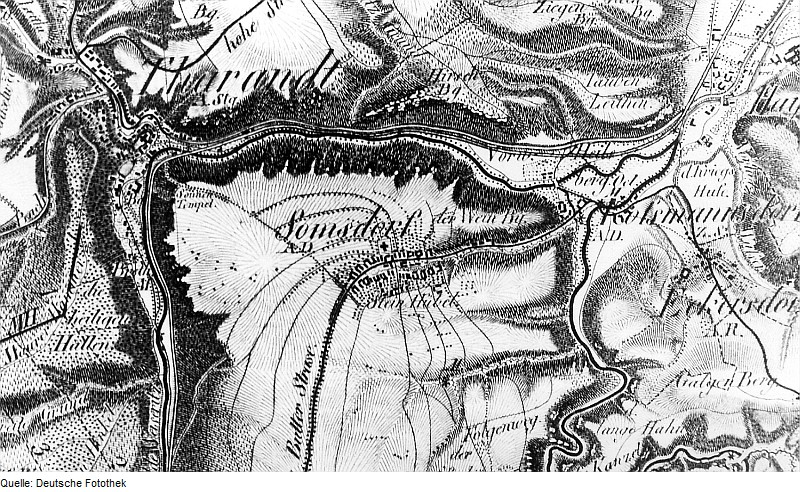
Karte von 1821 mit Somsdorf

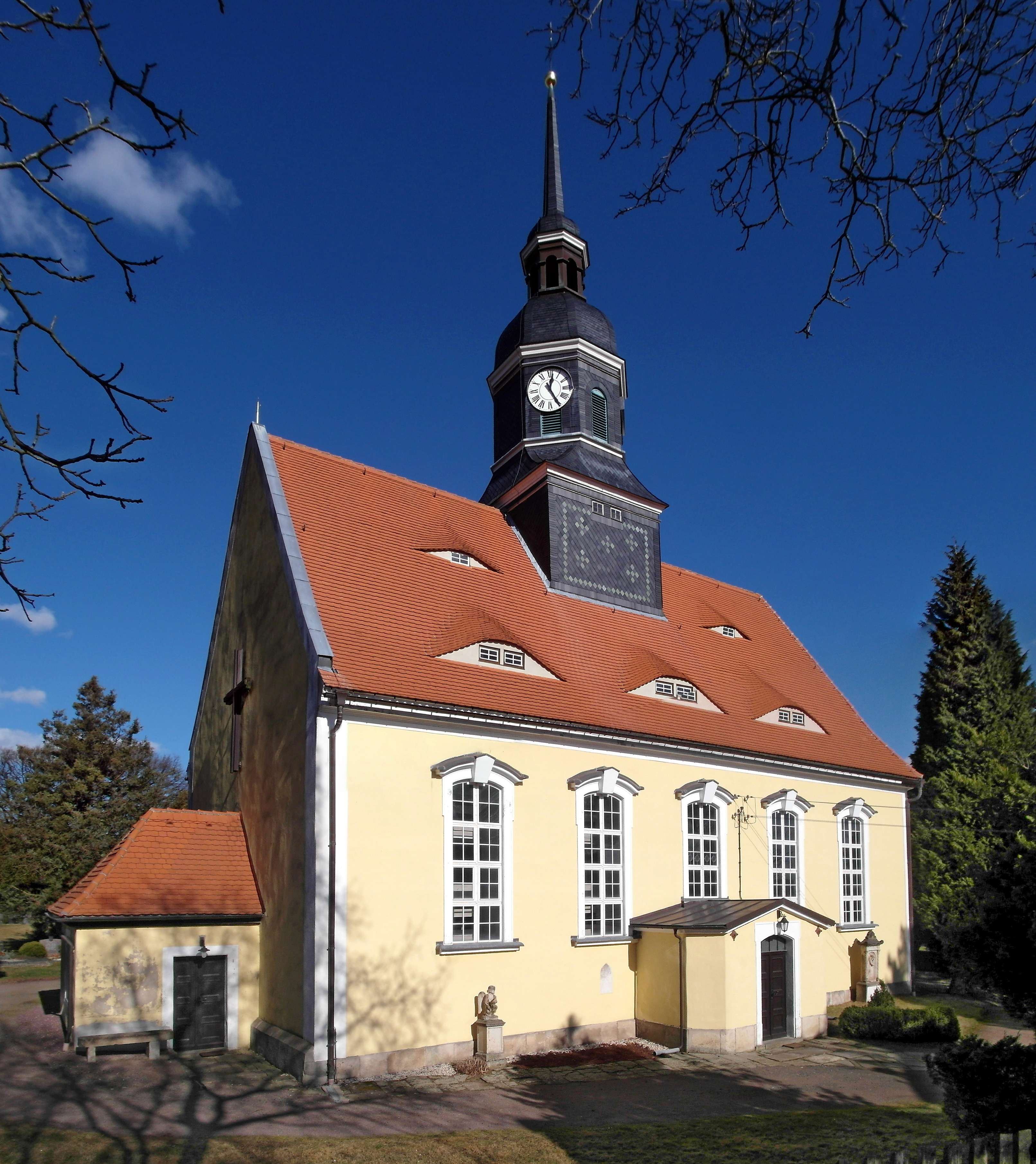
Georgenkirche Somsdorf

Bereits 1238 soll die Georgenkirche in Somsdorf geweiht worden sein. Somsdorf selbst wird erst um 1350 erstmals urkundlich erwähnt. Der Ort war zum castrum Dresden in der Markgrafschaft Meißen gehörig. 1432 wird ein Vorwerk in Somsdorf genannt. Ab dem Jahr 1550 gehörte der Ort zum Amt Grillenburg. Zwischen 1856 und 1875 oblag die Verwaltung Somsdorfs dem Gerichtsamt Tharandt, danach gehörte die Gemeinde mit ihrem im südwestlichen Döhlener Becken gelegenen Ortsteil Coßmannsdorf zur Amtshauptmannschaft Dresden.
Die Ortsgemarkung hatte 1900 eine Größe von 716 Hektar. Im Jahr 1907 wurde der Ortsteil Coßmannsdorf zu einer eigenständigen Gemeinde und löste sich damit von Somsdorf. Von 1.212 Einwohnern im Jahr 1925 waren 1.076 Menschen evangelisch-lutherisch, 14 katholisch und 122 konfessionslos. Nach dem Zweiten Weltkrieg wurde Somsdorf Teil der sowjetischen Besatzungszone und später der DDR. Nach der Kreisreform 1952 befand sich Somsdorf im Kreis Freital. Die Eigenständigkeit verlor Somsdorf mit der Eingemeindung nach Freital am 1. Januar 1974. Der Kreis Freital existierte auch nach der Wiedervereinigung bis 1994 als Landkreis Freital weiter und ging danach im Weißeritzkreis auf. Zum 1. August 2008 trat die zweite Kreisreform in Sachsen in Kraft, die den Weißeritzkreis mit dem Nachbarkreis Sächsische Schweiz zum Landkreis Sächsische Schweiz-Osterzgebirge vereinigte.

### Entwicklung der Einwohnerzahl
| Jahr | Einwohnerzahl |
| ---- | ------------- |
| 1834 | 0653          |
| 1871 | 1184          |
| 1890 | 1670          |
| 1910 | 1160          |
| 1925 | 1212          |
| 1939 | 1192          |
| 1946 | 1344          |

| Jahr | Einwohnerzahl |
| ---- | ------------- |
| 1950 | 1309          |
| 1964 | 1057          |
| 1990 | 0660          |
| 2000 | 0664          |
| 2010 | 0646          |
| 2015 | 0634          |
| 2017 | 0638          |

## Persönlichkeiten
- Georg Bellmann (1891–1946), Politiker, geboren in Somsdorf
- Johann Jakob Gottschaldt (1688–1759), Theologe und Kirchenlieddichter, Pfarrer in Somsdorf 1716–1721
- Carl Gottlob Just (1771–1826), Pädagoge und Schulbuchautor, gestorben in Somsdorf
- Justus Christian Thorschmidt (1688–1750), Lokalhistoriker und evangelischer Pfarrer, geboren in Somsdorf
- Karl Richter (1837–1904), Pädagoge, geboren in Somsdorf
- Frank Eisenberg (1943–2014), Langstreckenläufer, geboren in Somsdorf
- Gert Eisenberg (* 1943), Langstreckenläufer, geboren in Somsdorf